# Mochudi
Mochudi é uma cidade do Botswana localizada no distrito de Kgatleng na região tribal Bakgatla. Fundada pelos Tswana em 1871, possuía uma população de 44 815 habitantes em 2011.